# Liste der Monuments historiques in Sèvremont
Die Liste der Monuments historiques in Sèvremont führt die Monuments historiques in der französischen Gemeinde Sèvremont auf.

## Liste der Bauwerke
| Bezeichnung                   | Beschreibung | Standort                         | Kennzeichnung | Schutzstatus | Datum     | Bild           |
| ----------------------------- | ------------ | -------------------------------- | ------------- | ------------ | --------- | -------------- |
| Kapelle Notre-Dame-de-Lorette |              | La Flocellière (Lage)            | PA85000008    | Inscrit      | 1997      |                |
| Château des Echardières       |              | La Flocellière (Lage)            | PA00110095    | Inscrit      | 1972      | weitere Bilder |
| Schloss                       |              | La Flocellière (Lage)            | PA00110094    | Inscrit      | 1965 2001 |                |
| Kirche St-Martin-de-Tours     |              | La Pommeraie-sur-Sèvre (Lage)    | PA00110199    | Inscrit      | 1984      |                |
| Schloss La Bonnelière         |              | Saint-Michel-Mont-Mercure (Lage) | PA00110258    | Inscrit      | 1972      |                |

## Liste der Objekte
- Monuments historiques (Objekte) in La Flocellière in der Base Palissy des französischen Kultusministeriums
- Monuments historiques (Objekte) in La Pommeraie-sur-Sèvre in der Base Palissy des französischen Kultusministeriums
- Monuments historiques (Objekte) in Les Châtelliers-Châteaumur in der Base Palissy des französischen Kultusministeriums
- Monuments historiques (Objekte) in Saint-Michel-Mont-Mercure in der Base Palissy des französischen Kultusministeriums